# Philonotis trachyphylla
Philonotis trachyphylla là một loài rêu trong họ Bartramiaceae. Loài này được Dixon & Badhw. mô tả khoa học đầu tiên năm 1938.